# Émile Pierre Ratez
Émile Pierre Ratez (né à Besançon le 5 novembre 1851, décédé à Lille le 19 mai 1934) est un compositeur, violoniste et altiste français.

## Biographie
Émile Pierre Ratez est né à Besançon le 5 novembre 1851. Il est le fils de Pierre Antoine Ratez (né en 1806 à Besançon et mort en 1880 à Paris), imprimeur et de Laurence Gaillard (née en 1820 à Besançon et morte après 1890).
Il commença des études classiques au lycée de Besançon et obtint son baccalauréat avant d'entrer dans l'administration des ponts et chaussées.
Il se maria avec Marie Joséphine Eugénie Welsh (1864-1929), institutrice. Ils eurent deux enfants : Marie Ratez (1890-1954) et Suzanne Ratez (1893-1967).
Par ailleurs, il était connu pour être républicain et franc-maçon.
Il est mort à Lille le 19 mai 1934 au 10 bis rue de Metz.

### Formation
Il fut d'abord durant trois ans, sur son temps libre, l'élève de Pierre Demol, ancien prix de Rome de Bruxelles, à l'école municipale de musique de Besançon où il commença sa formation musicale (leçons d'harmonie et de contrepoint). Après y avoir obtenu des premiers prix en solfège et en violon, il donna sa démission de son poste obtenu au sein de l'administration des ponts et chaussées.
Il arriva à Paris en août 1872 et devint d'abord l'élève de François Bazin puis de Jules Massenet, qui lui succéda en 1878, au Conservatoire de musique et de déclamation.

### Années d'activité
Il a été violoniste ou altiste aux orchestres de l'Opéra-Comique, du Théâtre Italien et aux Concerts Colonne. Il fut également chef des chœurs des Concerts Colonne de 1878 à 1881.
En 1891, il succède à Ferdinand Lavainne en tant que directeur du conservatoire de Lille.
Il a dirigé dans cette ville l'orchestre de la Société des concerts populaires (1893-1906). Son activité de chef est critiqué par les milieux conservateurs mais il obtient des succès dans le répertoire berliozien. Sa politique d'invitation de compositeurs français contemporains contribue à la renommée de la Société des concerts populaires. En 1906, tout en demeurant directeur artistique de cette Société, il cède sa place en tant que chef d'orchestre à Alfred Cortot.
Il collabore avec Clarisse Bourdeney. Il est lauréat en 1897 du prix Chartier de l'Académie des beaux-arts pour sa production de musique de chambre.
Il a rédigé un Traité élémentaire de contrepoint et de fugue, édité chez Leduc en 1902.
Il fut témoin de l'inhumation d'un autre musicien lillois, l'hautboïste Edmond Deren, mort en 1931, également enterré au cimetière de l'Est de Lille.
Il prit sa retraite en 1931 après 40 ans à la tête du conservatoire de Lille. Edmond Gaujac fut nommé et prit sa succession.

## Compositions

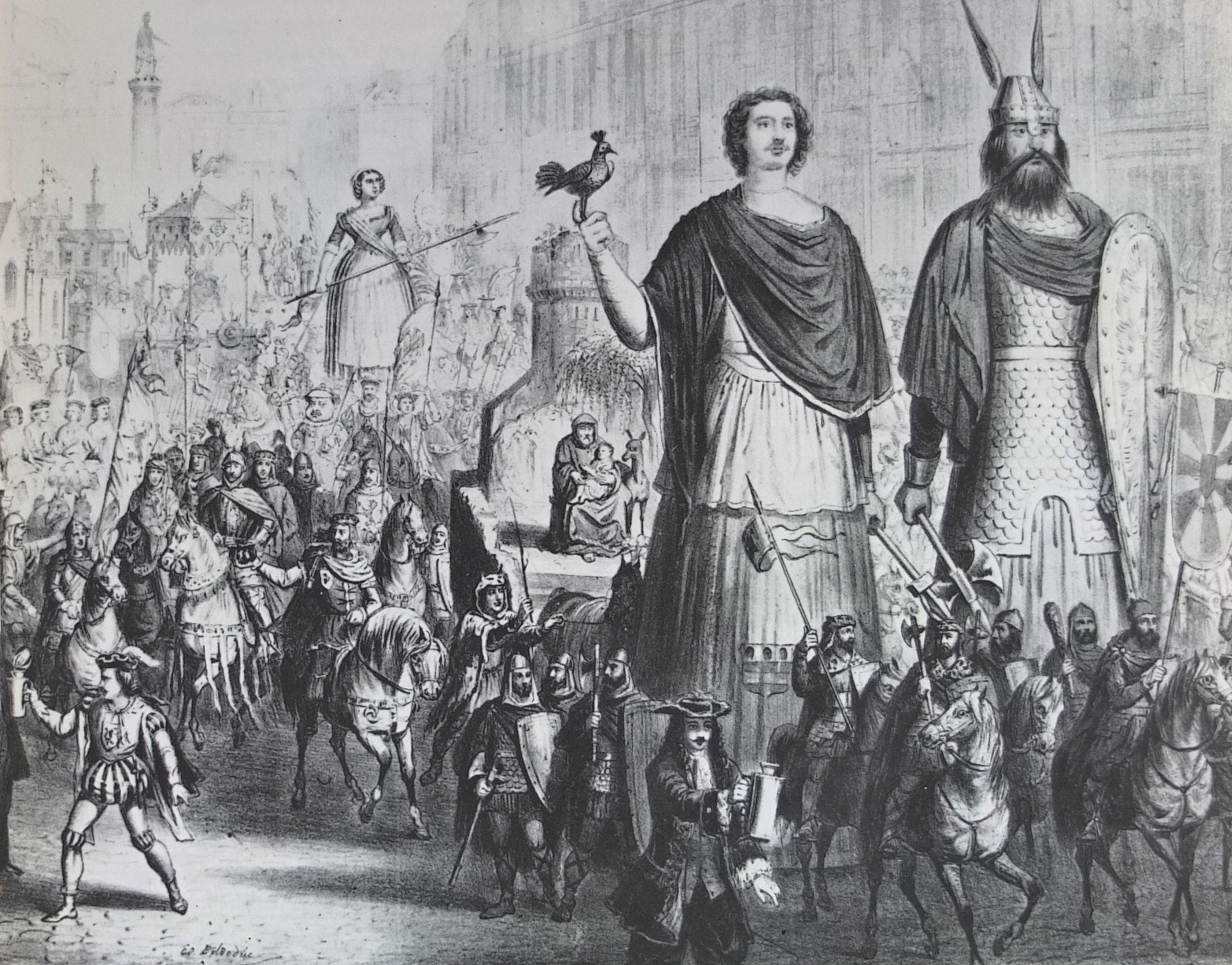
Lydéric et Phinaert, géants de Lille

### Opéras
- Ruse d'Amour (1885), opéra comique en un acte, paroles de Charles Beauquier (ouvrage détruit)[2]
- Lydéric (créé en 1895 au Grand Théâtre de Lille[6]), opéra en trois actes et quatre tableaux inspiré des personnages légendaires de Lydéric et Phinaert qui seraient à l'origine de la fondation de la ville de Lille ; poème de MM. Largillère-Beauclerc et Cosseret
- Paula (créé en 1904 à Besançon)
- La Fille de Barbizier (1913), opéra comique en cinq actes de Édouard Droz et Louis Duplaine
- Le Dragon vert, opéra japonais en deux actes, paroles de Philippe de Rouvre[2]
- Les Sirènes, drame en trois actes, poème de Louis Gallet[2]

### Ballet
- La Guivre (Paris, 1925)

### Musique vocale
- Scènes héroïques, cantate en trois parties et un prologue pour solistes, chœur et orchestre, op. 33, 1899 ; jouée à Lille avec la Société des concerts populaires le 29 juillet 1899 en présence du compositeur et organiste Théodore Dubois
- Frère Jacques !, op. 59, double chœur à quatre voix mixtes sans accompagnement, paroles et musique d'Émile Ratez, 1914
- La dernière halte, op. 76, son dernier opus ; pour chœur et orchestre
- Marie-Claire, musique pour le drame de A. Capon représenté au Théâtre de Lille[2]
- Nombreuses chansons

### Musique symphonique et concertos
- Sinfonietta (quasi Variazioni), op.26, pour orchestre, réduction pour piano par l'auteur, 1903[2]
- La Chimère, poème symphonique avec chœurs, poème d'A. Renaud[2]
- Symphonie en la mineur[2]
- Fantaisie et fugue pour contrebasse et orchestre ou piano, op. 56, 1912
- Japonerie pour violon et orchestre ou piano, op. 57, 1912, dédiée à Edmond Surmont ; jouée à Lille avec la Société des concerts populaires le 5 mai 1901
- Suite pour trompette et orchestre[2]
- Fugue et Gigue, pour trompette et orchestre[2]

### Musique sacrée
- Messe en mi bémol majeur à deux voix égales, avec accompagnement d'orgue ou d'harmonium, op. 37, 1900
- Pax et Labor, méditation religieuse, 1912, dédiée à l'abbé Joseph Joubert, organiste

### Musique de chambre

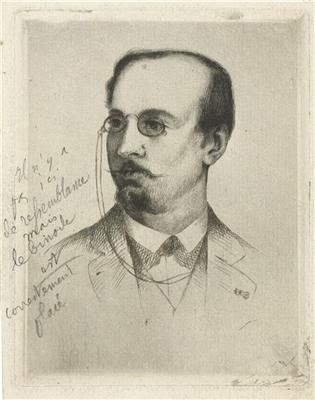
Émile Ratez

- Dans la forêt, op. 3, pour saxophone alto (ou cor anglais) et piano
- Trio pour piano, violon et violoncelle, op. 6 en ré majeur, 1886, dédié à Paul Aufrêne
- Douze pièces pittoresques, op. 8 pour violon et piano, 1886, dédiées à Amédée de Beaujeu
- Trio pour piano, violon et violoncelle, op. 10 en mi bémol majeur, 1886, dédié à Émile Proust
- Caprice-valse. Duo pour deux violons avec accompagnement de piano, op. 13, 1888
- Mazourka. Duo pour deux violons avec accompagnement de piano, op. 16, 1889
- Sonate pour violoncelle et piano, op. 18, 1889
- Élégie pour trombone et piano, op. 19, 1905
- Quatuor à cordes no1, op. 20, en la majeur, ca. 1892, dédié à Émile Proust:
- Humoresque. Duo pour deux violons avec accompagnement de piano, op. 21, 1888
- Six nouvelles pièces pour violon avec accompagnement de piano, op. 23
- Trio pour piano, violon et violoncelle, op. 24 en ut majeur, 1892
- Six suites faciles, op. 29, pour violon et piano
- Quintette avec piano, op. 30
- Quintette avec piano, op. 31, en si bémol majeur, 1897, dédié à Camille Chevillard
- Trio à cordes, op. 34, 1899, dédié à Paul Bonet
- Thème, Variations, Fugue, op. 35, pour contrebasse et piano
- Deux pièces pour violoncelle, op. 38 pour violoncelle et piano, 1900, dédiées à Maurice Darcq
- Sonate pour violon et piano, op. 40, en fa majeur, dédiée à Victor Seiglet, 1902, professeur au conservatoire de Lille
- Douze études pour violon, op. 41
- Deux pièces pour flûte et piano, op. 42, en la mineur et en ut majeur, 1903, dédiées à Alfred Quesnay, professeur de flûte au conservatoire de Lille
- Six pièces caractéristiques pour contrebasse et piano, op. 46, 1904, dédiées à Gustave Charpentier, professeur au conservatoire de Paris
- Sonate pour alto et piano, op. 48, 1907, dédiée au Docteur Dujardin
- Nouvelles études mélodiques pour piano, op. 49, 1908-1909
- Fantaisie ibérique pour violoncelle et piano ou orchestre, op. 51, 1910, dédiée à Raymond Marthe
- Chantecler, op. 54 en mi majeur, pour quatuor à cordes, dédié à Marcel Chailley
- Sonatine pour clarinette et piano, op. 61, dédiée à Ferdinand Capelle, professeur de clarinette au conservatoire de Lille
- Sonate dorienne pour violon et piano, op. 63, 1925
- Pièce romantique pour alto et piano, op. 70, dédiée à Albert Frimat, professeur au conservatoire de Lille ; des transcriptions existent pour saxophone alto, clarinette en si bémol et violoncelle
- L'Ægipan pour piano, op. 72, 1931, dédiée à Geneviève Dehelly, pianiste
- Variations pour basson et piano, op. 72, 1931

## Décorations
- Chevalier de la Légion d'honneur le 30 septembre 1920[1]
- Officier de l'Instruction publique

## Partitions
- Dans la forêt pour saxophone alto et piano, op. 3, dans "Adolphe Sax Album - Volume 3", Lemoine
- Six pièces caractéristiques pour contrebasse et piano, op. 46, Billaudot
- Pax et Labor, méditation religieuse, dans "Recueil d’œuvres oubliées pour orgue. Volume 4", Armelin
- Cent leçons progressives - Volume 1 sans accompagnement - Solfège - Formation Musicale, Leduc